# Michael O'Brien (autor canadense)
Michael David O'Brien (nascido em 1948) é um autor, artista e ensaísta e professor canadense de fé e cultura. Nascido em Ottawa, ele é autodidata, sem formação acadêmica. Ele escreve e fala sobre temas e tópicos católicos,  e cria a arte da capa para seus romances em estilo neo- bizantino. Ele mora com sua família em Combermere, Ontário, Canadá.
Os livros de O'Brien foram publicados em várias línguas estrangeiras, incluindo croata, tcheco, francês, alemão, italiano, lituano, polonês, espanhol e sueco.

## Vida
O'Brien nasceu em Ottawa e viveu em Kugluktuk (então conhecido como Coppermine) dos 12 aos 16 anos. Ele freqüentou uma escola residencial em Inuvik, onde diz que foi abusado por um supervisor de dormitório. Ele se formou na 12ª série do ensino médio na St Patrick's College High School apenas com dificuldade. Quando jovem, ele era agnóstico, inclinando-se para o ateísmo, até sua conversão ao catolicismo aos 21 anos. Ele começou a desenhar e pintar logo depois e teve uma exibição bem-sucedida na galeria. Cinco anos depois, a pedido de sua esposa, ele começou a transformar sua obra de arte em assuntos religiosos. Em 1994, aos 46 anos, começou a escrever, embora nunca tivesse sido escritor antes.

## Trabalho

### Ficção
- The Small Angel (White Horse Press, 1996)
- Island of the World (Ignatius Press, 2007) – Josip Lasta is the son of an impoverished school teacher in a remote village high in Bosnia and Herzegowina.
- Waiting: Stories for Advent (Justin Press, 2010, ISBN 9780981318455)
- Theophilos (Ignatius Press, 2010) – Historic fiction centered on Theophilos, here portrayed as the adoptive father of St. Luke the Evangelist.[9][10]
- Winter Tales (Justin Press, 2011)
- A Father's Tale (Ignatius Press, 2011) – Canadian bookseller Alex Graham is a middle-age widower whose quiet life is turned upside down when his college-age son disappears without any explanation or trace of where he has gone. With minimal resources, the father begins a long journey that takes him for the first time away from his safe and orderly world.[11]
- Voyage to Alpha Centauri (Ignatius Press, 2013) – Set eighty years in the future, an expedition is sent from the planet Earth to Alpha Centauri, the star closest to our solar system. The Kosmos, a great ship that the central character Neil de Hoyos describes as a "flying city", is immense in size and capable of more than half light-speed. Hoyos, a Nobel Prize–winning physicist who has played a major role in designing the ship, signs on as a passenger.[12]
- The Fool of New York City (Ignatius Press, 2016)

Série Filhos dos Últimos Dias
- Father Elijah: An Apocalypse (Ignatius Press, 1996), conta a história de um sobrevivente judeu do holocausto chamado David Schäfer que se converte ao catolicismo, se torna um padre carmelita e leva o nome de padre Elijah. O romance inclui representações de um prefeito da Congregação para a Doutrina da Fé, que se assemelha a Joseph Ratzinger, e de um papa, que se assemelha ao papa João Paulo II. O papa ficcional encarrega o padre Elijah de uma missão secreta: confrontar o anticristo, levá-lo ao arrependimento e, assim, adiar a Grande Tribulação. Uma das intrigas do anticristo envolve a descoberta do trabalho perdido de Aristóteles sobre a justiça[13][14]
- Strangers and Sojourners (Ignatius Press, 1997) – Uma inglesa agnóstica e irlandesa católica fogem de seu passado para o Canadá nos anos 30, onde vivem suas vidas como "estrangeiros e peregrinos em uma terra estrangeira. . . "[15]
- Eclipse of the Sun (Ignatius Press, 1998) – Um padre e uma criança são caçados em todo o noroeste do Canadá por um governo cada vez mais totalitário e pelas forças do mal.[16]
- Plague Journal (Ignatius Press, 1999) – ambientado no Canadá; está escrito na forma do diário de um editor católico de boletins que é acusado de assassinato pelas forças do Anticristo.[17]
- A Cry of Stone (Ignatius Press, 2003) – Rose Wâbos, abandonada quando criança, é criada por sua avó, Oldmary Wâbos, nas regiões mais remotas do deserto do norte de Ontário. A história abrange um período de 1940 a 1973, descrevendo o crescimento de Rose para a feminilidade, sua descoberta de arte, sua mudança para o mundo das cidades e para os sofisticados círculos culturais.
- Sophia House (Ignatius Press, 2005) – Descreve as experiências do jovem David Schäfer / pe. Elijah enquanto estava sendo protegido por Pawel Tarnowski, um católico polonês durante a Segunda Guerra Mundial.
- Elijah in Jerusalem (Ignatius Press, 2015) – Uma sequência do Father Elijah.

### Não-ficção
Os artigos e palestras de O'Brien concentram-se em sua crença de que a civilização ocidental está em grave declínio, bem como em direção a um "novo totalitarismo ".     Uma quantidade significativa de seus escritos apareceu pela primeira vez no Nazareth Journal, do qual foi editor fundador.
O livro de O'Brien, A Landscape with Dragons: The Battle for Your Child's Mind – descrito como controverso por seu editor – apresenta sua preocupação de que a literatura e a cultura infantis contemporâneas tenham se desviado da ética cristã para uma ideologia mais pagã, onde o bem e o mal não estão fortemente definidos. O livro apresenta o exame de O'Brien das obras de fantasia que vão de As Crônicas de Nárnia, de CS Lewis, e O Senhor dos Anéis, de JRR Tolkien, e Dragonriders of Pern, de Anne McCaffrey. Uma das reivindicações centrais do livro é que qualquer história em que os dragões sejam apresentados com simpatia, e não como forças do mal, é implicitamente anticristã, por causa do uso tradicional do dragão como símbolo de Satanás.
O'Brien criticou a série Harry Potter de JK Rowling, comparando-a desfavoravelmente com o trabalho de JRR Tolkien.
As obras de não ficção de O'Brien incluem:
- The Mysteries of the Most Holy Rosary (meditations and paintings, White Horse Press, 1992, Ignatius Press, 1994 ISBN 9780969639107))
- A Landscape with Dragons: The Battle for Your Child's Mind (Ignatius Press, 1994, ISBN 9780898706789)[21]
- Remembrance of the Future: Reflections on Our Times (Justin Press, 2009)
- Arriving Where We Started: Faith and Culture in the Postmodernist Age (Justin Press, 2011, ISBN 9780987780553, re-titled Father at Night)
- William Kurelek: Painter & Prophet (Justin Press, 2013 ISBN 9780991934218)[22]
- (with Matthew [Maté] Krajina) Donkey Dialogues (Justin Press, 2014, ISBN 9780991934249)
- Stations of the Cross: Paintings and Meditations (Justin Press, 2018, ISBN 9781988165097
- The Apocalypse: Warning, Hope & Consolation (Wiseblood Books, 2018, ISBN 9780991583232)[23]
- The Family & the New Totalitarianism (essays, Divine Providence Press, 2019, ISBN 9780991583263)
- (with Clemens Cavallin) The Art of Michael D. O'Brien (Ignatius Press, 2020, ISBN 9781621642770)

## Editores
Grande parte da não ficção de O'Brien, e parte de sua ficção, foi publicada por Justin Press, uma editora católica em Ottawa fundada em 2009. A maior parte de sua ficção, e algumas de suas não-ficção, foram publicadas pela Ignatius Press, uma editora católica fundada em 1974 em San Francisco .

Outros livros de O'Brien foram publicados pela Wiseblood Books e uma de suas impressões, Divine Providence Press.